# 梅尔屈雷
梅尔屈雷（法語：Mercurey，法語發音：[mɛʁkyʁɛ] ⓘ）是法国索恩-卢瓦尔省的一个市镇，属于索恩河畔沙隆区。

## 地理
梅尔屈雷（46°50'0"N, 4°43'18"E）面积15.44 平方千米，位于法国勃艮第-弗朗什-孔泰大區索恩-卢瓦尔省，该省份为法国中部省份，北起顺时针与科多尔省、汝拉省、安省、罗讷省、卢瓦尔省、阿列省和涅夫勒省接壤。
与梅尔屈雷接壤的市镇（或旧市镇、城区）包括：吕利、阿吕兹、沙尔塞、方丹、梅勒塞、圣马尔德沃、圣马丹苏蒙泰居。

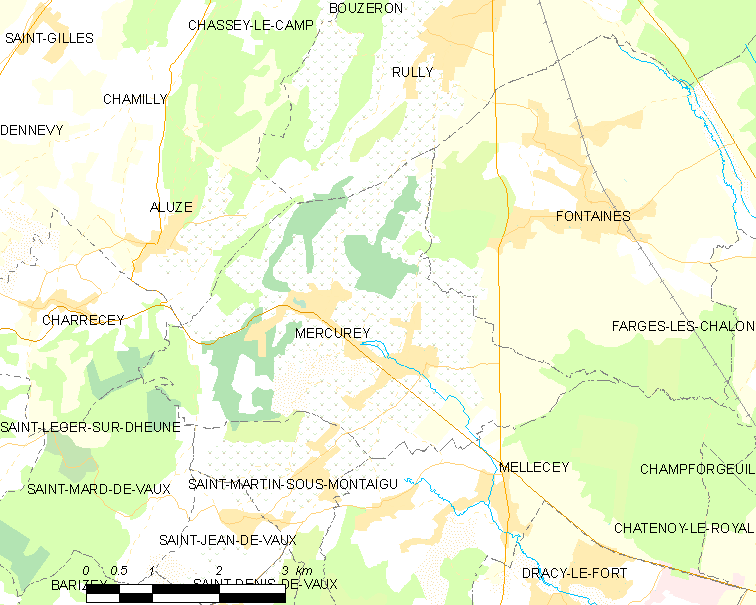
梅尔屈雷的OSM定位图

梅尔屈雷的时区为UTC+01:00、UTC+02:00（夏令时）。

## 行政
梅尔屈雷的邮政编码为71640，INSEE市镇编码为71294。

## 政治
梅尔屈雷所属的省级选区为日夫里县。

## 人口

1962-2008年间梅尔屈雷人口变化图示

梅尔屈雷于2022年1月1日时的人口数量为1217人。